# Jakub (biskup chełmiński)
Jakub (zm. 24 września 1359) – biskup chełmiński (OT), kanonik chełmiński. Wybrany przez kapitułę oraz zatwierdzony przez metropolitę ryskiego Bromholda 22 sierpnia 1349. Konfirmowany przez papieża Klemensa VI 18 sierpnia 1350.